# Système de contraintes géométriques
 (janvier 2024).
La mise en forme du texte ne suit pas les recommandations de Wikipédia : il faut le « wikifier ».
Les points d'amélioration suivants sont les cas les plus fréquents. Le détail des points à revoir est peut-être précisé sur la page de discussion.
- Les titres sont pré-formatés par le logiciel. Ils ne sont ni en capitales, ni en gras.
- Le texte ne doit pas être écrit en capitales (les noms de famille non plus), ni en gras, ni en italique, ni en « petit »…
- Le gras n'est utilisé que pour surligner le titre de l'article dans l'introduction, une seule fois.
- L'italique est rarement utilisé : mots en langue étrangère, titres d'œuvres, noms de bateaux, etc.
- Les citations ne sont pas en italique mais en corps de texte normal. Elles sont entourées par des guillemets français : « et ».
- Les listes à puces sont à éviter, des paragraphes rédigés étant largement préférés. Les tableaux sont à réserver à la présentation de données structurées (résultats, etc.).
- Les appels de note de bas de page (petits chiffres en exposant, introduits par l'outil «  Source ») sont à placer entre la fin de phrase et le point final[comme ça].
- Les liens internes (vers d'autres articles de Wikipédia) sont à choisir avec parcimonie. Créez des liens vers des articles approfondissant le sujet. Les termes génériques sans rapport avec le sujet sont à éviter, ainsi que les répétitions de liens vers un même terme.
- Les liens externes sont à placer uniquement dans une section « Liens externes », à la fin de l'article. Ces liens sont à choisir avec parcimonie suivant les règles définies. Si un lien sert de source à l'article, son insertion dans le texte est à faire par les notes de bas de page.
- La présentation des références doit suivre les conventions bibliographiques. Il est recommandé d'utiliser les modèles {{Ouvrage}}, {{Chapitre}}, {{Article}}, {{Lien web}} et/ou {{Bibliographie}}. Le mode d'édition visuel peut mettre en forme automatiquement les références.
- Insérer une infobox (cadre d'informations à droite) n'est pas obligatoire pour parachever la mise en page.

Pour une aide détaillée, merci de consulter Aide:Wikification.
Si vous pensez que ces points ont été résolus, vous pouvez retirer ce bandeau et améliorer la mise en forme d'un autre article.
En Conception Assistée par Ordinateur, et plus précisément en modélisation géométrique, un système de contraintes géométriques (SCG) est un ensemble de variables géométriques (points, droites, etc.) et de contraintes géométriques (distances, angles, etc.). Une solution d'un système de contraintes géométriques est un ensemble de coordonnées pour les variables géométriques tel que les contraintes géométriques sont respectées.

## Formalisme

### Univers géométrique
La syntaxe de l'univers que l'on souhaite décrire à travers des SCG est capturée par la notion de signature : une signature est un triplet Σ = (S,F,P) où S est un ensemble fini de symboles appelés sortes, F est un ensemble de symboles fonctionnels définis sur S, et P est un ensemble de symboles prédicatifs sur S. Pour une signature Σ, une Σ-algèbre est un modèle de Σ, associant à chaque sorte de S, à chaque fonction de F et à chaque prédicat de P un domaine d'interprétation (par exemple l'espace euclidien). La signature correspond à un langage formel de description, le modèle correspond à sa sémantique. Un univers géométrique est dès lors une paire (Σ,E) où Σ est une signature et E un modèle de Σ, une Σ-algèbre.
Considérons la signature définie par :

sortes

angle, longueur, point, droite

prédicats

distpp : point point longueur

anglell: droite droite angle

incpl: point droite

### Système de contraintes géométriques
Pour une Σ-algèbre donnée, un système de contraintes géométriques est un triplet (C,X,A) où
- C (les contraintes) est un ensemble de termes prédicatifs construits sur Σ ;
- X (les variables) et A (les paramètres) sont deux ensembles disjoints de variables dont les sortes sont dans Σ ;
- les arguments apparaissant dans les termes de C sont des termes fonctionnels de Σ construits sur X{\displaystyle \cap }A.

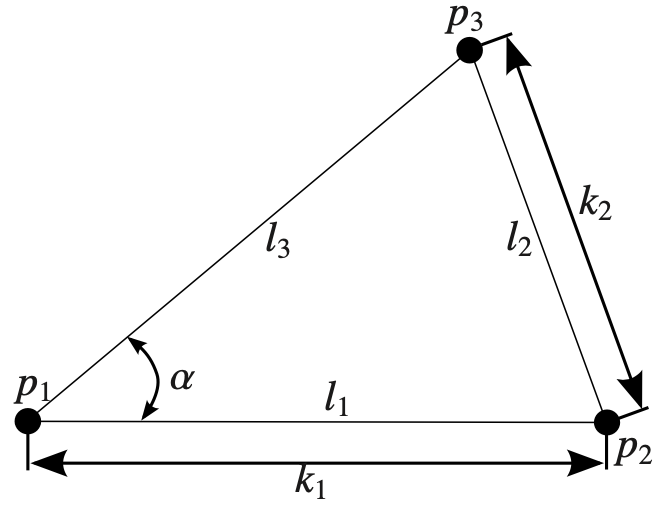
Système de contraintes géométriques décrivant un triangle rigide

Par exemple, cette figure montre un énoncé sous forme graphique, qui représente le système de contraintes géométriques défini par :
- X = {\displaystyle \{p_{1},p_{2},p_{3},l_{1},l_{2},l_{3}\}}
- A = {\displaystyle \{k_{1},K_{2},\alpha \}}
- C = {\displaystyle \{distpp(p_{1},p_{2},k_{1}),distpp(p_{2},p_{3},k_{2}),anglell(l_{1},l_{3},\alpha ),}
{\displaystyle pointonline(p_{1},l_{1}),pointonline(p_{2},l_{1}),}
{\displaystyle pointonline(p_{2},l_{2}),pointonline(p_{3},l_{2}),}
{\displaystyle pointonline(p_{3},l_{3}),pointonline(p_{1},l_{3})\}}

On peut définir des opérations d'addition, de soustraction et d'intersection de SCG.

### Figure
Etant donné un univers (Σ,E) et un ensemble de variables X dont les sortes sont dans Σ, une figure est une valuation {\displaystyle f:X\rightarrow E}. Par exemple, quand le modèle E est le plan euclidien, une figure consiste à fournir des couples de coordonnées pour tous les points, des couples angle et abscisse à zéro pour les droites, etc.
Une figure correspondant à un SCG ne respecte pas nécessairement les contraintes de ce système : par exemple, une esquisse cotée associe bien à chaque variable du système des coordonnées et est donc une figure. Quand toutes les contraintes d'un système sont satisfaites quand elles sont interprétées dans le modèle pris en compte, on parle de figure solution ou simplement de solution.

### Niveau de constriction
On distingue généralement trois niveaux de constriction d'un système de contraintes géométriques, étant donné une valuation de ses paramètres :
- sur-contraint : il n'existe pas de solution ;
- sous-contraint : il existe une infinité de solutions ;
- bien-contraint : il existe un nombre fini non nul de solutions.

La bonne constriction est parfois définie comme la dénombrabilité des solutions d'un SCG, ce qui autorise certains systèmes ayant une infinité de solutions.
Dans la plupart des méthodes de résolution, on considère comme bien-contraint un SCG définissant un objet rigide, c'est-à-dire ayant un nombre fini de solutions modulo les déplacements. On peut aussi considérer d'autres transformations telles que les homothéties, auquel cas un système sera considéré comme bien-contraint même si deux figures à des échelles différentes sont toutes deux solutions du système.

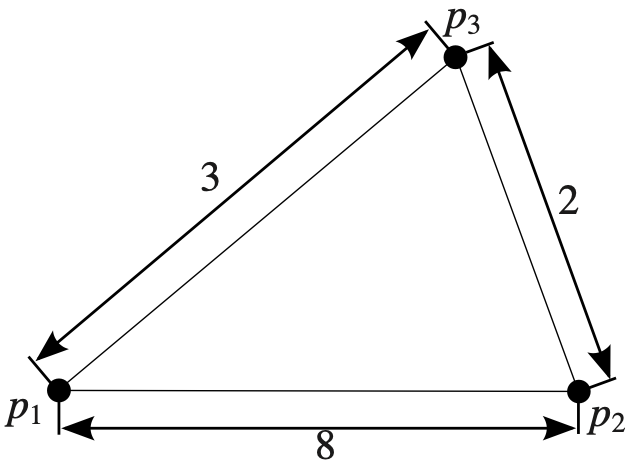
Triangle génériquement rigide mais sur-contraint de par la valuation des paramètres

On évalue souvent la bonne constriction d'un système de contraintes géométriques de façon générique, c'est-à-dire sans se baser sur une valuation des paramètres. Par exemple, un système de contraintes géométriques défini par trois points et trois contraintes de distance point à point est génériquement rigide, mais pour certaines valeurs des contraintes, il n'existe pas de solutions (par exemple si une des trois contraintes de distance est strictement supérieure à la somme des deux autres).

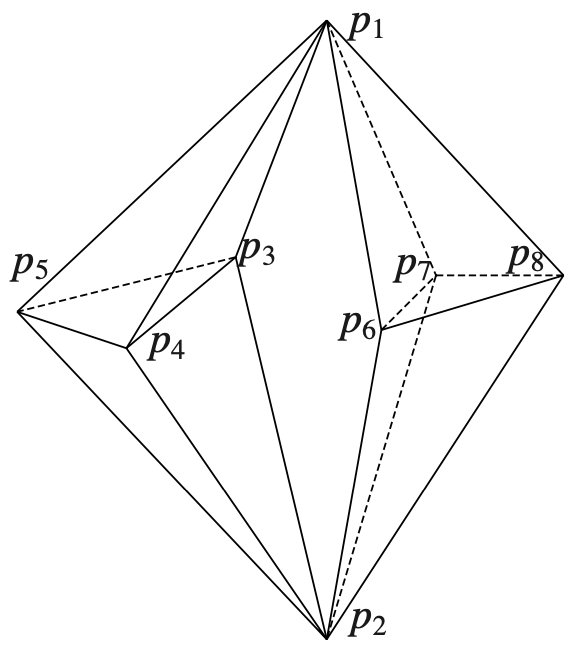
Système de contrainte géométrique de la «double-banane»

La « double banane » est un exemple de mise en défaut de solveurs analysant le niveau de constriction générique : le nombre de variables et le nombre de contraintes semble indiquer un système bien contraint. Toutefois, chacune des deux « bananes » est rigide, ce qui signifie que la distance entre les deux points de contact peut être déduite de chacun des deux sous-systèmes. Le système est donc génériquement sur-contraint car il ne possède de solutions que si la valuation des paramètres rend les distances compatibles. Dans le même temps, le système est sous-contraint car, quand les valeurs des paramètres permettent des solutions, les deux « bananes » sont articulées autour de l'axe de leurs deux points de contact.

### Solveur
Etant donnés un univers géométrique (Σ,E) et un système de contraintes géométriques S=(C,X,A), un solveur est une fonction qui à S associe un ensemble de figures de S. On dit qu'il est correct si les figures en question sont des solutions de S, et qu'il est complet s'il fournit toutes les solutions de S.

## Méthodes de résolution

### Méthodes symboliques
Les méthodes symboliques consistent à traduire les SCG sous forme d'équations et à manipuler directement le système d'équations résultant. L'approche générale est alors de trianguler le système d'équations puis de résoudre chacune des équations obtenues. Les méthodes symboliques ont l'avantage de leur généralisme, mais l'inconvénient de leur coût algorithmique.

### Méthodes numériques
Les méthodes numériques ont l'avantage de leur efficacité : elles effectuent des calculs itératifs pour s'approcher peu à peu des solutions. Elles entrent donc dans la catégorie des problèmes d'optimisation.
La plus connue de ces méthodes et la méthode de Newton-Raphson. Elle consiste à dériver la matrice correspondant au système de contraintes pour approcher la solution. La méthode utilisant une inversion de matrices, elle ne fonctionne que sur des matrices carrées, correspondant à des systèmes bien-contraints.
La méthode de Newton-Raphson étant sensible aux optimums locaux, d'autres approches ont été proposées, par exemple l'homologie appliquée aux SCG,.
Les autres approches numériques incluent les algorithmes génétiques, ou encore les systèmes ressorts-particules (en).

### Méthodes à base de graphe
Les méthodes à base de graphe consistent à traduire le système de contraintes géométriques sous la forme d'un graphe de contraintes. Elles fonctionnent par des décomptes de degrés de liberté des différents éléments du graphe.
Trois grandes approches existent parmi les méthodes à base de graphe : la propagation des degrés de liberté, les graphes de flux et les méthodes de décomposition.

#### Propagation des degrés de liberté
Le principe de la propagation des degrés de liberté est de fixer un élément du système (un point, un segment, une droite…) puis à itérativement chercher ce qui est constructible,. À l'inverse, la rétro-propagation consiste à partir du graphe complet et à en retirer itérativement les nœuds qui ont autant de contraintes que de degrés de liberté, jusqu'à atteindre un système que l'on doit savoir résoudre.

#### Graphes de flux
Les méthodes à base de graphe de flux consistent à traduire le système de contraintes géométriques sous la forme d'un graphe de flux et à chercher à optimiser le flot y circulant,. Le théorème de König indique que l'existence d'un couplage parfait est équivalente à la bonne constriction du système de contraintes géométriques.

#### Méthodes de décomposition
Les méthodes de décomposition consistent à chercher des sous-graphes avec des caractéristiques particulières qui permettent de garantir la possibilité de les résoudre. On peut ainsi chercher des paires d'articulation du graphe pour décomposer le graphe en composantes tri-connexes ou procéder par recherche de clusters.

### Méthodes à base de règles
Les méthodes à base de règles utilisent des systèmes experts avec comme base de règles des raisonnements géométriques, afin de produire des plans de construction géométriques, tels que des constructions à la règle et au compas.

## Applications
La résolution de systèmes de contraintes géométriques a des applications en conception mécanique assistée par ordinateur et plus généralement en conception et fabrication assistées par ordinateur, dans les domaines de la mécanique ou de l'architecture. On retrouve par exemple des algorithmes de résolution de contraintes géométriques dans des logiciels comme CATIA.